# 글렌 트라이언

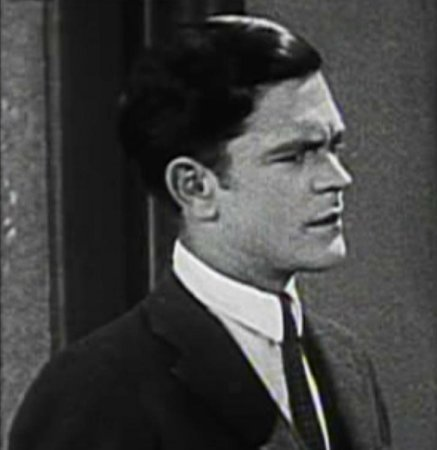

글렌 트라이언(Glenn Tryon, 1898년 8월 2일 ~ 1970년 4월 18일)은 미국의 배우, 영화 감독, 각본가, 영화배우, 영화 프로듀서이다.
올랜도에서 태어났으며 올랜도에서 사망하였다.

## 영화
- 홈 타운 스토리 (1951년)
- 버라이어티 걸 (1947년)
- 조지 화이트의 스캔달 (1945년)
- 미트 미스 바비 삭스 (1944년)
- 홀드 댓 고스트 (1941년)
- 로버타 (1935년)
- 킹 오브 재즈 (1930년) - 이그젝큐티드 역
- 브로드웨이 (1929년)
- 외로운 (1928년)